# Кавказки тетрев
Кавказкият тетрев (Lyrurus mlokosiewiczi) е вид птица от семейство Phasianidae. Видът е почти застрашен от изчезване.

## Разпространение и местообитание
Разпространен е в Азербайджан, Армения, Грузия, Иран, Русия и Турция.